# Хома-Хилс (Вайоминг)
Хома-Хилс (англ. Homa Hills, Wyoming) — статистически обособленная местность, расположенная в округе Натрона (штат Вайоминг, США) с населением в 214 человек по статистическим данным переписи 2000 года.

## География
По данным Бюро переписи населения США статистически обособленная местность Хома-Хилс имеет общую площадь в 22,79 квадратных километров, водных ресурсов в черте населённого пункта не имеется.
Статистически обособленная местность Хома-Хилс расположена на высоте 1615 метров над уровнем моря.

## Демография
По данным переписи населения 2000 года в Хома-Хилс проживало 214 человек, 70 семей, насчитывалось 85 домашних хозяйств и 99 жилых домов. Средняя плотность населения составляла около 9,4 человек на один квадратный километр. Расовый состав Хома-Хилс по данным переписи распределился следующим образом: 94,39 % белых, 0,47 % — азиатов, 5,14 % — представителей смешанных рас.
Испаноговорящие составили 1,87 % от всех жителей статистически обособленной местности.
Из 85 домашних хозяйств в 29,4 % — воспитывали детей в возрасте до 18 лет, 67,1 % представляли собой совместно проживающие супружеские пары, в 10,6 % семей женщины проживали без мужей, 17,6 % не имели семей. 14,1 % от общего числа семей на момент переписи жили самостоятельно, при этом 4,7 % составили одинокие пожилые люди в возрасте 65 лет и старше. Средний размер домашнего хозяйства составил 2,52 человек, а средний размер семьи — 2,70 человек.
Население статистически обособленной местности по возрастному диапазону по данным переписи 2000 года распределилось следующим образом: 20,6 % — жители младше 18 лет, 12,6 % — между 18 и 24 годами, 26,6 % — от 25 до 44 лет, 31,3 % — от 45 до 64 лет и 8,9 % — в возрасте 65 лет и старше. Средний возраст жителей составил 41 год. На каждые 100 женщин в Хома-Хилс приходилось 98,1 мужчин, при этом на каждые сто женщин 18 лет и старше приходилось 102,4 мужчин также старше 18 лет.
Средний доход на одно домашнее хозяйство в статистически обособленной местности составил 48 828 долларов США, а средний доход на одну семью — 48 672 доллара. При этом мужчины имели средний доход в 35 156 долларов США в год против 23 333 доллара среднегодового дохода у женщин. Доход на душу населения в статистически обособленной местности составил 16 516 долларов в год. Все семьи Хома-Хилс имели доход, превышающий уровень бедности, 2,3 % от всей численности населения находилось на момент переписи населения за чертой бедности.